# Queen's Club Championships 1969
I Queen's Club Championships 1969 sono stati un torneo di tennis giocato sull'erba. È stata la 70ª edizione dei Queen's Club Championships. Si è giocato al Queen's Club di Londra in Inghilterra, dal 16 al 21 giugno 1969.

## Campioni

### Singolare maschile
Fred Stolle ha battuto in finale  John Newcombe con il punteggio di 6–3, 22–20.

### Doppio maschile
Owen Davidson /  Dennis Ralston hanno battuto in finale  Ove Nils Bengtson /  Thomaz Koch con il punteggio di 7–5, 6–3.